# 333255 Mayorga
333255 Mayorga è un asteroide della fascia principale. Scoperto nel 2007, presenta un'orbita caratterizzata da un semiasse maggiore pari a 2,625029 UA e da un'eccentricità di 0,018615, inclinata di 1,358817° rispetto all'eclittica.
Laura Mayorga è un'astronoma americana. Ha contribuito alla pianificazione delle potenziali osservazioni di “La Terra come esopianeta” per la missione OSIRIS-APEX e supporterà gli sforzi di modellazione.